# Thesium paronychioides
Thesium paronychioides är en sandelträdsväxtart som beskrevs av Otto Wilhelm Sonder. Thesium paronychioides ingår i släktet spindelörter, och familjen sandelträdsväxter. Inga underarter finns listade i Catalogue of Life.